# 不可行定理
在理論物理中，一些定理的内容指出某个情况在物理上是不可能的，这样的定理被称作不可行定理（no-go theorem）。

## 例子
- 贝尔定理
- 科尔曼–满都拉定理（英语：Coleman–Mandula theorem）
- 恩绍定理
- 不确定性原理
- 通信禁律（英语：No-communication theorem）
- 瞬移禁律（英语：No-teleportation theorem）
- 克隆禁律（英语：No-cloning theorem）
- 刪除禁律（英语：No-deleting theorem）
- 廣播禁律（英语：No-broadcasting theorem）
- 隱藏禁律（英语：No-hiding theorem）
- 科亨－施佩克尔定理